# 대한민국 형사소송법 제279조의7
대한민국 형사소송법 제80조는 비밀누설죄에 대한 형사소송법의 조문이다.

## 조문
제279조의7(비밀누설죄)전문심리위원 또는 전문심리위원이었던 자가 그 직무수행 중에 알게 된 다른 사람의 비밀을 누설한 때에는 2년 이하의 징역이나 금고 또는 1천만원 이하의 벌금에 처한다.
[본조신설 2007.12.21.]

## 참고 문헌
- 손동권 신이철, 새로운 형사소송법(초판, 2013), 세창, 2013. ISBN 9788984114081

## 같이 보기
- 비밀누설죄